# Маяк Булл-Пойнт
Маяк Булл-Пойнт (англ. Bull Point Lighthouse) — маяк, расположенный недалеко от Мортхоу (Mortehoe) в графстве Девон, Великобритания.
Первое здание маяка было построено в 1879 году после того, как группа местных судовладельцев, купцов и помещиков обратилась к Trinity House. Горн, издающий звук во время тумана, был добавлен в 1919 году. Башня была электрифицирована в 1960 году.
В сентябре 1972 года мыс, на котором стоял маяк, стал опасным для дальнейшей эксплуатации башни. Trinity House использовала старую башню маяка в течение ещё двух лет, в то время как строилась новая. Работы были завершены в 1974 году, на них было затрачено £71 000. Новое здание используется вплоть до настоящего времени. Маяк насчитывает 11 метров в высоту, свет виден на расстоянии 44 километров. Противотуманная сирена была выключена в 1988 году, однако оборудование остаётся внутри. Маяк был автоматизирован в 1995 году.